# خليج ماليان

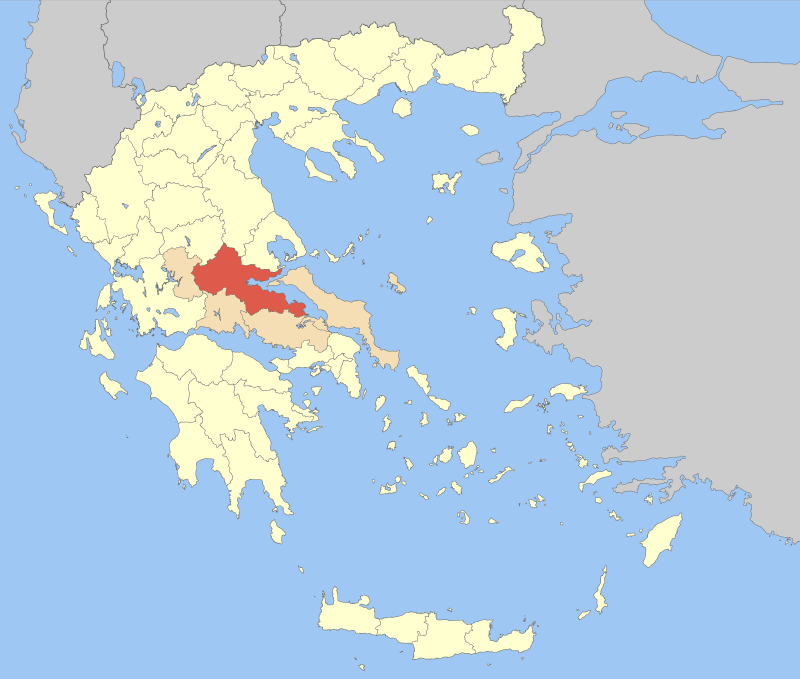
خريطة لليونان وتظهر عليها مقاطعة فثيوتيس بلونٍ مميز

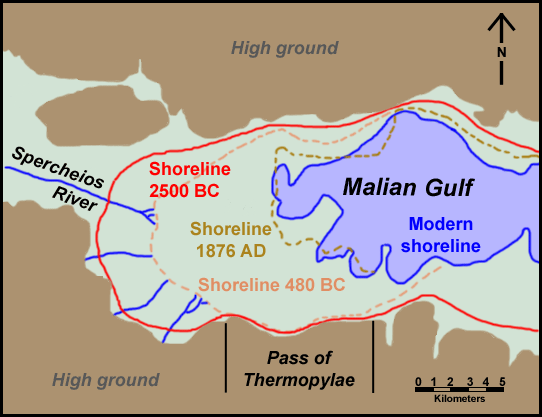
خريطة للشريط الساحلي لخليج ماليان عبر حقب تاريخية عدة من العصور القديمة حتى الوقت الحاضر

خليج ماليان (باليونانية: Μαλιακός Κόλπος) هو خليج يقع غرب بحر إيجة. ويشكل جزءاً من الشريط الساحلي لمنطقة فثيوتيس اليونانية. يمتد الخليج من الشرق إلى الغرب بمسافة قدرها 15 حتى 22 كيلومتر (9.3 حتى 13.7 ميل)، وتختلف هذه المسافة بالاعتماد على التعريف التحديدي. يعد خليج ماليان خليجاً قليل العمق إلى حد كبير حيث يبلغ الحد الأقصى للعمق 27 متر (89 قدم). ويوجد فيه مرفأ وحيد ألا وهو ستيليدا والذي يخدم مدينة لمياء. ويوجد رأس ليخادا إلى شرق الخليج وهي أبعد نقطة من جهة الشمال الغربي لجزيرة وابية.

## الاسم
يأخذ الخليج اسمه من قبيلة الماليانيون (Μαλιεῖς) القديمة التي عاشت على سواحل هذا الخليج.

## التاريخ
تعرَّض الخليج للتقلص على مر القرون نتيجة الزيادة المستمرة للغرين من نهر سبيرخيوس ومن الجداول المائية الأصغر. تم تسجيل وقوع تسونامي ضربَ الخليج خلال صيف عام 426 ق م بين الرأس الشمال الغربي لجزيرة وابية ولاميا. عمل جبل كاليدرومو على تحديد مضيق ترموبيل القديم الذي نشبت فيه معركة ترموبيل الشهيرة، وغدا خليج ماليان الآن سهلاً ساحلياً واسعاً.
تم اتخاذ الخط الواصل ما بين خليج ماليان ونهر أسبروبوتاموس كحدود شمالية لدولة اليونان المستقلة بموجب بروتوكول لندن عام 1830.